# Хамзат Чимаєв
Хамзат Чимаєв (нар. 1 травня 1994 року, Гвардєйське, Чечня)  — чеченський боєць змішаних бойових мистецтв, який представляє ОАЕ і виступає під егідою UFC у напівсередній і середній вагових категоріях.

## Біографія
Хамзат Чимаєв народився 1 травня 1994 року в Чечні.
Дитинство і юність провів у рідній Чечні. Під час навчання в школі почав серйозно займатися боротьбою, успішно виступав на республіканських змаганнях. У віці 19 років, після двох війн в Чечні, виїхав у Швецію з родиною в статусі біженців до брата і батька. Там же займався вільною боротьбою і брав участь у змаганнях, завойовуючи шведські трофеї, ставши шестиразовим чемпіоном країни. За певним збігом обставин опинився на тренуванні секції з ММА і виявив до цього інтерес. Пізніше почав тренуватися в залі Allstars Gym Sweden. Познайомився з відомим бійцем змішаних бойових мистецтв Олександром Густафссоном . Віддає перевагу спарингуванню з важкоатлетами.

### Початок професійної кар'єри
Хамзат Чимаєв почав з любительських виступів. У 2017 році він здобув три перемоги, і в 2018 дебютував як професіонал. Перші дві перемоги здобув у промоушенах FCR і IRFA, потім підписав контракт з промоушеном Brave CF. Після того, як здобув чотири перемоги поспіль, був запрошений в UFC.

### Ultimate Fighting Championship
Хамзат дебютував у найбільшій організації світу Ultimate Fighting Championship 15 липня 2020 року в бою проти Джона Філліпса на турнірі UFC on ESPN 13 здобувши перемогу рідкісним задушенням Брабо. Наступний бій провів через рекордні для промоушена 10 днів проти Риса МакКі на турнірі UFC on ESPN 14, де здобув перемогу.
19 вересня 2020 року Хамзат провів третій бій у Ultimate Fighting Championship на турнірі UFC Fight Night: Ковінгтон vs. Вудлі, де переміг чистим нокаутом Джеральда Мершарта.

## Титули та досягнення

### Змішані єдиноборства
- Ultimate Fighting Championship
  - Володар премії «Виступ вечора» (три рази) проти Джона Філліпса, Риса Маккі, Джеральда Мершарта
  - Дві перемоги за найкоротший проміжок часу в історії UFC (дві перемоги поспіль за 10 днів)
  - Найшвидший вінстрік з трьох перемог в історії UFC (три перемоги поспіль за 66 днів)

## Статистика
| Професійна кар'єра бійця |            |           |
| Боїв 13                  | Перемог 13 | Поразок 0 |
| Нокаут                   | 5          | 0         |
| Здача                    | 6          | 0         |
| Рішення суддів           | 2          | 0         |

| Результат | Рекорд | Суперник          | Спосіб                              | Турнір                                      | Дата              | Раунд | Час   | Місце                              | Примітки                                 |
| --------- | ------ | ----------------- | ----------------------------------- | ------------------------------------------- | ----------------- | ----- | ----- | ---------------------------------- | ---------------------------------------- |
| Перемога  | 1-0    | Гард Ольвія Саген | Технічний нокаут (удари)            | IRFA - International Ring Fight Arena 14    | 26 травня 2018    | 2     | 0: 00 | Уппсала, Швеція                    |                                          |
| Перемога  | 2-0    | Оле Магнор        | Задушливий прийом (удушення ззаду)  | FCR 3 - Fight Club Rush 3                   | 18 серпня 2018    | 1     | 4: 23 | Вестерос, Швеція                   |                                          |
| Перемога  | 3-0    | Марко Кісіч       | Технічний нокаут (удари)            | Brave CF 18 - Mineiro vs. Selwady           | 16 листопада 2018 | 1     | 3: 12 | Манама, Бахрейн                    |                                          |
| Перемога  | 4-0    | Сідні Уілер       | Технічний нокаут (здача від ударів) | Brave CF 20 - Chimaev vs. Sidney            | 22 грудня 2018    | 1     | 0: 35 | Хайдарабад, Індія                  |                                          |
| Перемога  | 5-0    | Ікрам Аліскеров   | Нокаут (удар)                       | Brave CF 23 - Pride & Honor                 | 19 квітня 2019    | 1     | 2: 26 | Амман, Йорданія                    |                                          |
| Перемога  | 6-0    | Мзванділе Хлонгва | Задушливий прийом ( «Брабо»)        | Brave CF 27 - Abdouraguimov vs. Al-Selawe   | 4 жовтня 2019     | 2     | 1: 15 | Абу-Дабі, ОАЕ                      |                                          |
| Перемога  | 7-0    | Джон Філліпс      | Задушливий прийом ( «Брабо»)        | UFC on ESPN 13 - Kattar vs. Ige             | 15 липня 2020     | 2     | 1: 12 | Абу-Дабі, ОАЕ                      | Дебют в UFC. Виступ вечора.              |
| Перемога  | 8-0    | Ріс МакКі         | Технічний нокаут (удари)            | UFC on ESPN 14 - Whittaker vs. Till         | 25 липня 2020     | 1     | 3: 09 | Абу-Дабі, ОАЕ                      | Бій в напівсередній вазі. Виступ вечора. |
| Перемога  | 9-0    | Джеральд Мершарт  | Нокаут (удар)                       | UFC Fight Night 178 - Covington vs. Woodley | 19 вересня 2020   | 1     | 0: 17 | Лас-Вегас, США                     | Виступ вечора.                           |
| Перемога  | 10-0   | Лі Цзінлян        | Технічний задушливий прийом (ззаду) | UFC 267                                     | 30 жовтня 2021    | 1     | 3:16  | Абу-Дабі, ОАЕ                      | Бій у напівсередній вазі.                |
| Перемога  | 11-0   | Гілберт Бернс     | Одноголосне рішення                 | UFC 273                                     | 9 квітня 2022     | 3     | 5:00  | Джексонвілл, США                   | Бій у напівсередній вазі.                |
| Перемога  | 12-0   | Кевін Голланд     | Задушливий прийом (Д'Арс)           | UFC 279                                     | 11 вересня 2022   | 1     | 2:13  | Шаблон:Флаг Лас-Вегас, Невада, США | Бій у проміжній вазі (81,65 кг)          |
| Перемога  | 13-0   | Камару Усман      | Рішення більшості                   | UFC 294                                     | 21 жовтня 2023    | 3     | 5:00  | Абу-Дабі, ОАЕ                      | Бій у середній вазі.                     |